# Ectinus peregrinus
Ectinus peregrinus là một loài bọ cánh cứng trong họ Elateridae. Loài này được Gurjeva miêu tả khoa học năm 1978.